# First Division (Malta) 1944/45
Die First Division 1944/45 war die 30. Spielzeit in der Geschichte der höchsten maltesischen Fußballliga und die erste nach der Unterbrechung aufgrund des Zweiten Weltkrieges. Meister wurde zum dritten Mal der FC Valletta.

## Vereine
Im Vergleich zur Vorsaison nahmen der FC St. George’s, der FC Msida Saint Joseph und die Xewkija Tigers nicht mehr teil. Stattdessen nahm erstmals seit sechs Jahren der FC Floriana wieder teil.

## Modus
Die Saison wurde in einer einfachen Runde ausgetragen. Für einen Sieg gab es zwei Punkte, für ein Unentschieden einen und für eine Niederlage keinen Punkt. Bei Punktgleichheit wurde um die Meisterschaft ein Entscheidungsspiel ausgetragen.

## Abschlusstabelle
| Pl. | Verein                  | Sp. | S | U | N | Tore    | Quote | Punkte |
| --- | ----------------------- | --- | - | - | - | ------- | ----- | ------ |
| 1.  | FC Valletta             | 3   | 2 | 0 | 1 | 007:300 | 2,33  | 04:20  |
| 2.  | Sliema Athletics (M, P) | 3   | 1 | 1 | 1 | 010:500 | 2,00  | 03:30  |
| 3.  | FC Floriana (N)         | 3   | 1 | 1 | 1 | 003:500 | 0,60  | 03:30  |
| 4.  | FC Melita               | 3   | 1 | 0 | 2 | 004:110 | 0,36  | 02:40  |

Platzierungskriterien: 1. Punkte – 2. Torquotient
| Zum Saisonende 1944/45:                                                                 |                                           |
| Maltesischer Meister 1944/45: FC Valletta Maltesischer Pokalsieger 1944/45: FC Floriana |                                           |
|                                                                                         |                                           |
| Zum Saisonende 1939/40:                                                                 |                                           |
| (M)                                                                                     | Amtierender Meister: Sliema Athletics     |
| (P)                                                                                     | Amtierender Pokalsieger: Sliema Athletics |
| (N)                                                                                     | Neuaufsteiger: FC Floriana                |

## Kreuztabelle
| 1944/45          | FC Valletta | Sliema Athletics | FC Floriana | MEL |
| ---------------- | ----------- | ---------------- | ----------- | --- |
| FC Valletta      |             | 3:1              | 3:0         | 1:2 |
| Sliema Athletics | –           |                  | 1:1         | 8:1 |
| FC Floriana      | –           | –                |             | 2:1 |
| FC Melita        | –           | –                | –           |     |